# Penão
Penão ou Pinão (em malaio: Penang) é um estado da Malásia, situado na costa noroeste da península Malaia, às margens do estreito de Malaca. É o segundo menor estado do país depois de Perlis e o oitavo mais povoado. Sua capital é George Town.
A estado é servida pelo Aeroporto Internacional de Penang
A população do estado é de 1 503 000 habitantes (2007) e sua área, de 1 046,3 km².
Geograficamente, o estado divide-se em duas partes:
- a ilha de Penão (Pulau Penang), com 295 km², localizada no estreito de Malaca; e
- a Seberang Perai (antigo nome colonial Province Wellesley), uma estreita faixa no continente com 760 km², do outro lado de um canal cuja largura mínima chega a 4 km; limita com Quedá ao norte e ao leste e com Perak ao sul.